# Dargaud Media
Dargaud Media è una casa di produzione di animazione francese fondata nel 1989.

## Filmografia

### Lungometraggi
- 2001 Ippo
- 2004 Black Mor's Island
- 2004 Michele Strogoff
- 2007 Lucky Luke e la più grande fuga dei Dalton

### Serie animate
- 1990 Moominland, un mondo di serenità
- 1991 Lucky Luke - Seconda Serie
- 1993 Un complotto tra le onde del mare
- 1994 Indagini a quattro zampe
- 1995 Mr. Men
- 1996 Quattro amici per una missione intorno al mondo
- 1997 Un mantello di misteri per Enigma
- 1997 The little Witches
- 1997 Ippo
- 1999 Blake e Mortimer
- 1999 Neteb, la principessa del Nilo
- 2000 Last Reservation
- 2000 Roma, un grande impero
- 2000 Peter Swift & The Little Circus
- 2001 Lucky Luke - Terza Serie
- 2002 Kitou the Six-Eyed Monster
- 2002 Lost World of Sir Arthur Conan Doyle
- 2003 Jacques Cousteau's Ocean Tales
- 2004 Boule e Bill
- 2006 Rantanplan
- 2007 Valerian e Laureline
- 2008 The Garfield Show
- 2009 I Dalton
- 2021 I Puffi